# Karl-Heinz Körbel
Karl-Heinz Körbel (1 de diciembre de 1954 en Dossenheim) es un exfutbolista alemán, que jugaba como defensa. Es actualmente uno de los directores futbolísticos del club alemán Eintracht Fráncfort y la academia deportiva del club.
Körbel es siempre asociado al Eintracht Fráncfort, club en el cual militó desde 1972 hasta 1991. Tiene el récord actual de más apariciones en partidos de la Bundesliga con 602. Asimismo jugó 6 partidos con la selección de fútbol de Alemania y en varios partidos internacionales B.
- Datos: Q143104
- Multimedia: Karl-Heinz Körbel / Q143104